# سيلفيا ستون
سيلفيا ستون هي فنانة كندية، ولدت في 1928.